# Tuxaquil
Tuxaquil är en ort i Mexiko.   Den ligger i kommunen Tenejapa och delstaten Chiapas, i den sydöstra delen av landet, 800 km öster om huvudstaden Mexico City. Tuxaquil ligger 1 812 meter över havet och antalet invånare är 217.
Terrängen runt Tuxaquil är huvudsakligen kuperad, men norrut är den bergig. Runt Tuxaquil är det ganska tätbefolkat, med 67 invånare per kvadratkilometer. I omgivningarna runt Tuxaquil växer i huvudsak städsegrön lövskog.